# Árpád (Schiff, 1903)
Die SMS Árpád war ein Schlachtschiff (Einheitslinienschiff) der Habsburg-Klasse der k.u.k. Kriegsmarine. Der Name bezieht sich auf das ungarische Herrschergeschlecht der Árpáden.

## Geschichte
Das Schiff wurde am 13. März 1899 bei der Stabilimento Tecnico Triestino Werft als zweites Schiff der Habsburg-Klasse auf Kiel gelegt und am 11. September 1901 vom Stapel gelassen. Am 10. März 1903 erfolgte die Überführung zum Hauptkriegshafen in Pula, wo das Schiff am 5. Juni 1903 in Dienst gestellt wurde.
Von März 1904 bis Juni 1906 machte die Árpád mehrere Auslandsfahrten ins östliche Mittelmeer und nahm während dieser Zeit im Sommer 1906 am Kaisermanöver in Dalmatien teil. 1911 erfolgte auf der Bauwerft beim Stabilimento tecnico Triestino in Triest ein Umbau, der insbesondere die Reduzierung der Aufbauten betraf.
Zu Beginn des Ersten Weltkrieges wurde die Árpad am 1. August 1914 der IV. Division unter Konteradmiral Karl von Seidensacher zugeteilt, Kommandant war Alois Schusterschitz. Gleich zu Beginn des Krieges erfolgt ein Auslaufen, um den deutschen Schiffen Goeben und Breslau den Durchbruch in die Adria zu ermöglichen. Die Aktion wurde abgebrochen, nachdem die beiden Schiffe Richtung Türkei fuhren. Ende 1914 lief sie zur Sicherstellung des französischen U-Boots Curie aus. Nach der Kriegserklärung Italiens lief die Árpád am 23. Mai 1915 zusammen mit den beiden Schwesterschiffen Habsburg und Babenberg zum Kriegseinsatz in der Adria aus, nämlich dem Angriff auf Ancona und der Beschießung weiterer Ziele in der Region. Am 17. Dezember 1917 wurde Cortelazzo an der Piave-Mündung beschossen, um der vorrückenden k.u.k. Infanterie Feuerunterstützung zu geben.
Nach dem Kriegsende wurde das Schiff Großbritannien zugesprochen; es lag jedoch noch bis Mai 1922 in Pula und wurde danach durch das römische Stahlwerk Vaccaro & Co. abgebrochen.

## Museale Rezeption
Die Geschichte der k.u.k. Kriegsmarine ist im Marinesaal des Heeresgeschichtlichen Museums (HGM) im Detail dokumentiert, dort befindet sich auch ein Modell 1:50 der Árpád. Im Erzherzog-Franz-Ferdinand-Museum, Schloss Artstetten in Niederösterreich, befinden sich Gemälde des Marinemalers Alexander Kircher, welche die Schiffe der Habsburg-Klasse zeigen.